# Giuliano Brugnotto

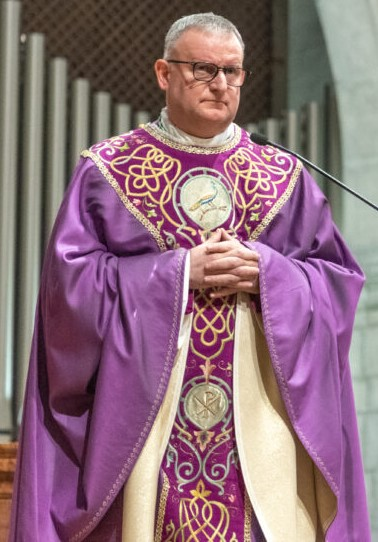
Giuliano Brugnotto, 2022

Giuliano Brugnotto (* 7. November 1963 in Carbonera, Provinz Treviso) ist ein italienischer römisch-katholischer Geistlicher und Bischof von Vicenza.

## Leben
Giuliano Brugnotto besuchte ab 1974 das Kleine Seminar in Treviso. Anschließend studierte er Philosophie und Katholische Theologie am Priesterseminar in Treviso. Am 19. Mai 1990 empfing er durch den Bischof von Treviso, Paolo Magnani, das Sakrament der Priesterweihe.
Brugnotto war zunächst von 1990 bis 1991 als Pfarrvikar in Silea tätig. Nach weiterführenden Studien wurde er 1996 an der Päpstlichen Universität Gregoriana in Rom bei Brian Edwin Ferme mit der Arbeit L’Aequitas Canonica. Studio e analisi del concetto negli scritti di Enrico da Susa (Cardinal Ostiense) („Die Aequitas Canonica. Untersuchung und Analyse des Konzepts in den Schriften von Heinrich von Susa (Kardinal von Ostia)“) im Fach Kanonisches Recht promoviert. Von 1995 bis 2001 wirkte Giuliano Brugnotto als bischöflicher Zeremoniar und von 1997 bis 2004 als Ausbilder am Priesterseminar in Treviso, bevor er 2004 bischöflicher Delegat für die Priesterfortbildung sowie 2005 zusätzlich Studentenpfarrer der Hochschulpfarrei Santa Bertilla und Kaplan der Suore maestre di Santa Dorotea, figlie dei Sacri Cuori in Treviso und 2006 Direktor des Diözesanbüros für Liturgie wurde. Zudem war er von 1997 bis 2008 als Ehebandverteidiger am Kirchengericht der Kirchenregion Triveneto tätig. Von 2010 bis 2018 war Brugnotto Kanzler der Kurie. Danach fungierte er als Rektor des Kleinen Seminars und als Regens des Priesterseminars in Treviso sowie als Kirchlicher Assistent der Cooperatrici pastorali diocesane. Ab 2021 war Giuliano Brugnotto Generalvikar des Bistums Treviso. Ferner gehörte er dem Bischofsrat, dem Konsultorenkollegium, dem Priesterrat, dem Diözesanpastoralrat und dem Diözesanvermögensverwaltungsrat an. Außerdem war er bereits ab 2011 Domherr an der Kathedrale San Pietro Apostolo in Treviso.
Neben seinen Tätigkeiten in der Seelsorge und an der Diözesankurie war Giuliano Brugnotto Mitglied der Priesterkommissionen von Triveneto (2007–2013) und von Italien (2008–2013). Daneben lehrte er ab 2003 an der Facoltà di Diritto Canonico San Pio X in Venedig, deren Präsident er zudem von 2014 bis 2019 war. Außerdem war er von 2014 bis 2019 Dozent an der Theologischen Fakultät des Triveneto in Padua. Darüber hinaus gehört Brugnotto den Redaktionsteams der Zeitschriften Quaderni di diritto ecclesiale und Ephemerides Iuris Canonici sowie der Gruppo Italiano Docenti di Diritto Canonico und der Consociatio Internationalis Studio Iuris Canonici Promovendo an.
Am 23. September 2022 ernannte ihn Papst Franziskus zum Bischof von Vicenza. Kardinalstaatssekretär Pietro Parolin spendete ihm am 11. Dezember desselben Jahres in der Kathedrale Santa Maria Annunziata in Vicenza die Bischofsweihe; Mitkonsekratoren waren der emeritierte Bischof von Vicenza, Beniamino Pizziol, und der Bischof von Treviso, Michele Tomasi.

## Schriften (Auswahl)
- L’Aequitas Canonica. Studio e analisi del concetto negli scritti di Enrico da Susa (Cardinal Ostiense) (= Tesi Gregoriana). Editrice Pontificia Università Gregoriana, Rom 1999, ISBN 978-88-7652-844-6.
- Tipologia degli atti legislativi del vescovo diocesano (= Quaderni di diritto ecclesiale. Band 20, Nr. 2). 2007, S. 126–144.
- L’ufficio ecclesiastico: nozione, costituzione, ambiti di competenza e soppressione (= Quaderni di diritto ecclesiale. Band 24, Nr. 1). 2011, S. 51–71.
- Figure di governo della diocesi sede vacante e applicazione del principio nihil innovetur (= Quaderni di diritto ecclesiale. Band 26, Nr. 2). 2013, S. 134–149.
- L’apporto dell’Ostiense al processo di elezione del Vescovo in epoca medievale (= Ephemerides Iuris Canonici. Band 53, Nr. 2). 2013, S. 375–389.
- La pratica ministeriale diaconale: quali indicazioni dal m.p. Omnium in mentem? (= Ius missionale. Band 7). 2013, OCLC 9276174052, S. 211–223.
- Giuliano Brugnotto, Gianpaolo Romanato (Hrsg.): Riforma del Cattolicesimo? Le attività e le scelte di Pio X (= Atti e documenti. Pontificio comitato di scienze storiche. Band 43). Libreria Editrice Vaticana, Vatikanstadt 2016, ISBN 978-88-209-9783-0.
- I beni culturali e quelli di interesse liturgico (= Quaderni di diritto ecclesiale. Band 29, Nr. 1). 2016, S. 90–112.
- La riserva della confermazione al vescovo nei primi secoli (= Quaderni di diritto ecclesiale. Band 29, Nr. 2). 2016, S. 143–155.
- Il Codex del 1917: la scelta della codificazione per la riforma della Chiesa (= Quaderni di diritto ecclesiale. Band 30, Nr. 2). 2017, S. 151–167.
- Emilia Hrabovec, Giuliano Brugnotto, Peter Jurčaga (Hrsg.): Chiesa del silenzio e diplomazia pontificia, 1945–1965. Umlčaná cirkev a pápežská diplomacia, 1945–1965 (= Atti e documenti. Pontificio comitato di scienze storiche. Band 49). Libreria Editrice Vaticana, Vatikanstadt 2018, ISBN 978-88-266-0140-3.
- Giuliano Brugnotto, Jürgen Jamin, Naonyir Sébastien Somda (Hrsg.): Sistematica e tecnica nelle codificazioni canoniche del XX secolo (= Atti e documenti. Pontificio comitato di scienze storiche. Band 52). Libreria Editrice Vaticana, Vatikanstadt 2018, ISBN 978-88-266-0660-6.
- „La formazione sacerdotale risulti sempre conforme alle necessità pastorali delle regioni in cui dovrà svolgersi il ministero“ (OT 1): la Ratio e le Rationes (= Quaderni di diritto ecclesiale. Band 31, Nr. 4). 2018, S. 392–404.
- Mobilità umana e diritto missionario (= Quaderni di diritto ecclesiale. Band 32, Nr. 2). 2019, S. 171–180.
- Il seminario minore: comunità cristiana per „coltivare i germi della vocazione“ presbiterale di ragazzi e adolescenti (= Quaderni di diritto ecclesiale. Band 35, Nr. 1). 2022, S. 11–24.